# Джагешвар
Джагешвар (англ. Jageshwar, хинди  जागॆश्वर) — город в индийском штате Уттаракханд, в округе Алмора. Является важным местом паломничества для шиваитов. Расположен в 36 км к северо-востоку от города Алмора, в регионе Кумаон. В Джагешваре находятся 124 крупных и малых каменных храма, относящихся к периоду с IX по XIII век. Многие из храмов находятся под охраной Археологического управления Индии. Древнейшим из храмов является Мритьюджая-мандир, а крупнейшим — Дандешвар-мандир.
Джагешвар расположен на высоте 1870 метров над уровнем моря, в долине реки Джатаганга. Крупнейшими фестивалями являются «Муссонный фестиваль» (ежегодно проводимый с 15 июля по 15 августа во время индуистского месяца Шравана) и Маха-Шиваратри.
Местные жители полагают, что именно в Джагешваре (а не в Гуджарате) находится 8-й из 12 Джьотирлингамов.